# 組曲「義経」〜夢魔炎上
「組曲「義経」〜夢魔炎上」（くみきょくよしつね むまえんじょう）は、日本のバンド・陰陽座の8枚目のシングル。2004年10月27日にキングレコードから発売された。

## 概要
- 源義経をテーマとした組曲三部作の第二弾。

## 収録曲
（全作詞・作曲：瞬火、編曲：陰陽座）
1. 組曲「義経」〜夢魔炎上 [14:02]
  - 演奏時間が陰陽座史上最も長い曲。そのため、三部作で唯一PVが撮られていない。瞬火自身も、「14分聞き入れる人間はいないと断言できる」と語っている。
2. 傀儡忍法帖（くぐつにんぽうちょう） [3:07]

## 収録アルバム
| 曲名                   | 収録アルバム | 発売日        | 備考                  |
| ---------------------- | ------------ | ------------- | --------------------- |
| 組曲「義経」〜夢魔炎上 | 『臥龍點睛』 | 2005年6月22日 | 6thオリジナルアルバム |
| 組曲「義経」〜夢魔炎上 | 『陰陽珠玉』 | 2006年2月8日  | 6thベストアルバム     |